# Pete Aguilar
Peter Rey Aguilar (Fontana, California, 19 de julio de 1979) es un político estadounidense. Fue elegido a la Cámara de Representantes por primera vez en 2014.
Diputado del Partido Demócrata en el congreso por California, se había desempeñó como alcalde de Redlands, California, entre 2010 y 2014, habiendo sido anteriormente concejal en dicho ayuntamiento.

## Primeros años
Aguilar nació a una familia de clase trabajadora de ascendencia mexicana en Fontana, California, y creció en San Bernardino. Cursó las carreras de Gobierno y Administración de Empresas en la Universidad de Redlands, a cuyo municipio se trasladó en 1997, y donde reside actualmente con su esposa Alisha y sus dos hijos.

## Política nacional
Aguilar se postuló como candidato a diputado por primera vez en 2014, ganando las elecciones contra el republicano Paul Chabot con 51.7% del voto.
En su reelección de 2016 ganó con 56.1% de los votos, en 2018 con 58.7% de votos y en 2020 ganó con 62% de los votos.